# 트릭테이킹 게임

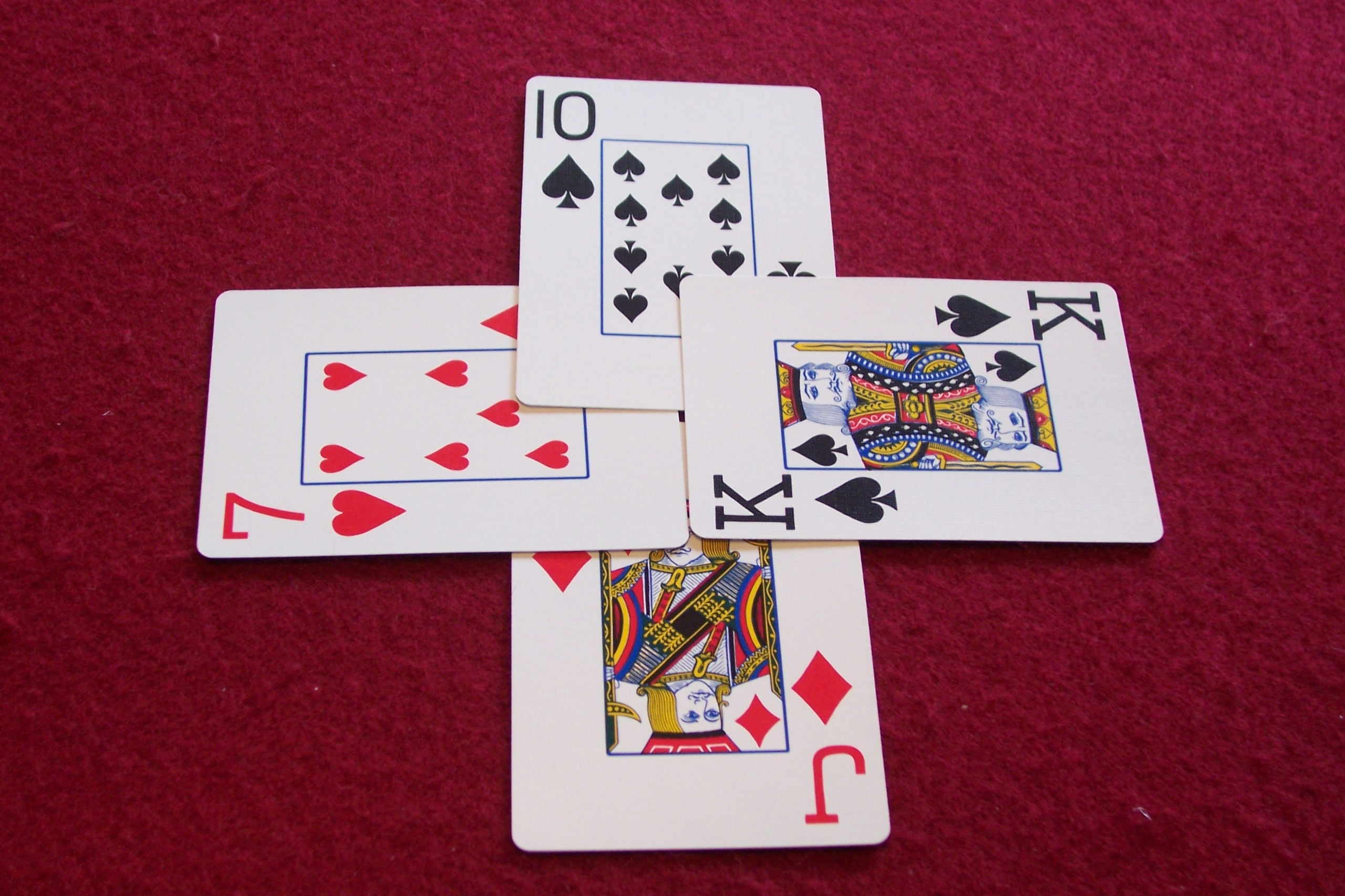
일반적인 트릭. 남(南)이 다아이몬드 잭을 이끌었고 그 누구도 잭을 따라잡을 자가 없었다. 이 트릭의 승자는 어떤 게임을 하느냐에 달려있다. 다이아몬드 잭을 갖고 있는 자가 주로 이기지만 트럼프 카드를 갖고 있는 자면 또 다른 내용이다.

트릭테이킹 게임(영어: trick-taking game)은 카드 게임 혹은 나열 방식의 게임처럼 차례마다 카드를 내면 그 해당 판에서 승자 또는 트릭을 따오는 자가 결정되는 것이다. 트릭이란 자신의 패에 갖고 있는 카드를 각 차례마다 내는 하나의 라운드다. 트릭 테이킹 게임은 궁극적으로 플레인 테이킹 게임과 포인트 트릭 게임으로 나뉠 수 있다. 플레인 테이킹 게임에는 휘스트, 콘트랙트 브리지, 스페이드, 나폴레옹, 유커, 로우보트, 클로버와 스포일 파이브처럼 트릭을 얼마나 따왔는지에 점수가 달려있다. 포인트 트릭 게임은 피노클, 타로 패밀리, 메리아지, 룩, 올 포스, 마닐, 브리스콜라, 다양한 회피 방식의 게임인 하트와 같이 점수가 있는 카드가 포함된 트릭을 따오는 것이 목적이다. 트릭 테이킹 게임 중에서도 카드 게임에 속하지 않은 도미노 게임 텍사스 42가 있다.
트릭앤드드로우 게임(trick-and-draw game)은 트릭 테이킹 게임의 한 종류이며 각 트릭 이후에 플레이어들은 자신의 패에 카드를 불러올 수 있는 방식이다. 일반적으로 게임의 첫 단계에서는 플레이어들이 자율적으로 카드를 트릭에 올릴 수 있지만 스톡(stock)이 소멸되기 전에 최대한 팔로우 수트(follow suit)를 해야 한다.

## 기본 구조
3명 혹은 그 이상이 플레이할 시 항상 한 방향으로만 진행된다. 영국, 러시아, 미국, 캐나다 등 북유럽과 서유럽에서 유래된 게임들은 일반적으로 시계 방향으로 진행된다. 즉 좌측 방향으로 교대가 이루어진다. 남유럽, 동유럽, 라틴 아메리카, 아시아에서는 시계 반대 방향으로 교대가 이루어진다. 즉, 우측 방향으로 교대가 이루어진다. 게임이 다른 나라에 도입 될 시 기존의 교대 방식은 그대로지만 다른 나라의 경우 고유의 감각에 맞게 조정 될 수 있다. 2인 경기의 경우 어느 한 쪽이 시작해도 같은 방향으로 교대가 이루어지기 때문에 논쟁의 여지는 없다.
딜러는 패 혹은 딜에 한 하여 정해지며 일반 방향으로 딜에서 딜로 이동한다. 딜러는 덱을 셔플하고 (몇 몇 게임에서는 딜러가 명시적으로 덱을 셔플하지 않는 “소프트 셔플링”을 사용) 지정된 자에게 카드를 건내준다. 그리고 기본 방향을 따르면서 기존에 주었던 수의 카드 위주로 각 플레이에게 건낸다.
카드의 교대 방식은 한 차례에 한 번이다. 하지만 일부 게임에서는 한 패킷(packet)에서 여러번의 카드를 딜할 수도 있다. 각 플레이어에게 분배되는 카드는 그 플레이어만 알고 있다. 반면, 일부 게임에서는 플레이어가 사용하지 않은 카드 세트를 다룰 때도 있다. 이러한 카드들은 스톡(stock)을 형성한다 (아래 참조). 다른 사람의 딜이 끝날 때까지는 카드를 테이블에 놓아 두는 것이 예의이다.
기본 교대에서의 으뜸 패 선언자 (딜러를 제외한 가장 높은 입찰가를 제시한 자) 다음에 앉아 있는 플레이어를 엘디스트 핸드라고 불린다. 엘디스트 핸드는 첫 트릭(trick)을 선언한다. 즉, 트릭의 첫 카드를 앞면 표시한다. 이후 다른 플레이어들은 게임 순서에 맞게 한 장의 카드를 각각 갖는다. 모든 플레이어들이 카드의 트릭을 했다면 그 트릭에 따라서 승자를 결정한다. 그리고 각자 카드를 받고 뒷면 표시로 쌓아 놓은 다음 그 다음의 트릭이 선언된다. 만일 하나 혹은 그 이상의 트럼프 카드를 사용하지 않는 게임을 플레이할 시 가장 높은 값의 카드를 놓은 플레이어가 승자 혹은 받는자다. (아래 참조)
트릭으로 이끄는 플레이는 주로 자신의 패에서 임의의 카드를 사용할 수 있다. 일부 게임에서는 패에 들고 있는 첫 카드에 제한이 두어지거나 “오프 수트”로 플레이되기 전까지 특정 수트의 카드가 트릭에 따르지 않을 때도 있다. (주로 트럼프나 페널티 수트 일 때 수트를 “파기” 한다고 불림). 다른 게임에서는 무조건 첫 트릭으로 이어야만 하는 카드에 특별한 제한을 둔다. 일반적으로 특정한 카드(예: 2♣)이며 그 카드를 지닌 자는 딜러 다음 자리에 앉은 플레이어가 아닌 엘디스트 핸드다.
다음 플레이어들이 수트를 따를 수 있거나 따라야 할 경우들이 종종 많은 게임에서 볼 수 있다. 즉, 가능하면 같은 수트를 사용할 수 있다면 무조건 사용해야 한다. 수트를 따를 수 없는 플레이어는 카드를 버려야한다. 즉, 다른 수트의 카드를 내놓아야 한다. 수트에 따른 가장 높은 값의 카드를 플레이한 자가 트릭에서 승리한 플레이어다. 즉, 수트 트릭의 첫 카드다. (트럼프 수트를 사용하지 않는 게임이지 않는 이상; 아래 참조)
다른 플레이어들이 무조건 앞에 있는 수트를 따라야 하기 때문에 트릭의 수트를 이끄는 플레이어가 유리하다.
모든 카드가 소멸되어 게임이 종료되면 트릭에서 이긴 횟수가 점수표에 반영된다. 트릭의 횟수가 점수표에 반영 되는 부분에 있어서는 게임마다 차이가 있다. 하지만 대부분의 게임에서는 플레인 트릭 게임과 같이 트릭을 한 횟수의 플레이어 혹은 파트너십 또는 포인트 트릭 게임에서 특정한 카드를 이용해서 트릭을 따온 플레이어가 중요하다.

## 파트너십
- 하트와 오헬(Oh Hell)에서는 플레이어들이 서로간 상대를 한다.
- 4인용 게임인 콘트랙트 브리지, 유커와 스페이드에서는 플레이어들이 서로 마주 보고 있는 자와 고정된 파트너십을 이룬다.
- 피노클(Pinochle)에서는 주로 플레이어의 인원수에 따라 파트너십을 맺고 안맺고 게임을 한다.
- 3인 혹은 그 이상의 플레이어들로 구성된 경매 게임 (타로)에서는 즉석에서 파트너십 (옹호자)을 형성하는 계약자 (선언자 혹은 받는자)가 혼자서 모든 상대와 겨룬다.
- 파트너십이 운으로 결정되는 게임도 존재한다. 계약자가 첫 트릭의 승자와 혹은 특정한 카드를 지닌 플레이어와 파트너십을 형성한다. 이 관습은 신퀼로(Cinquillo)와 쿼드리유(Quadrille)로부터 유래됐다.
  - 쿠니루펜(Königrufen)와 5인용 플레이어 프렌치 타로(French Tarot)에서는 받는자가 소유하고 있지 않은 ‘왕’ 수트를 불러올 수 있으며 ‘왕’ 수트를 소유한 자와 파트너를 맺을 수 있다.
  - 기본 샤프코프(Schafkopf)에서도 플레이어는 수트를 가질 수 있으며 그 수트의 에이스를 소유한 자가 그의 파트너가 될 수 있다. 이 단계는 공표된 것이 아니므로 남아있는 플레이어들에게는 교활한 트릭들을 통해서 누가 누가와 파트너를 했는지를 찾아내야하는 도전이 될 수 있다. 그 이외에 기본 샤프코프(Schafkopf)에서는 플레이어가 홀로 모든 상대와 경쟁하는 솔로 옵션도 있다.
  - 도플코프(Doppelkopf)에서는 검은 여왕을 갖고 있는 2명의 플레이어가 그 차례동안 파트너가 된다. 만일 1명의 플레이어가 2개의 검은 여왕의 카드를 소유 하고 있을 시에는 특별한 규칙이 반영된다.

## 스톡
일부 게임에서는 모든 카드가 플레이어들에게 분배 되지 않을 수 있으며 스톡(stock)은 남아 있다. 이 ‘스톡’은 게임에 따라 명칭이 달라질 수 있다.
- 서플라이(supply)
- 탈론(talon)
- 네스트(nest)
- 스카트(skat)
- 키티(kitty)
- 도그(dog)

일반적인 게임 혹은 지역 명칭이다.
일부 게임에서는 경기하는 동안 ‘스톡’을 일절 사용하지 않는 경우도 있다. ‘스톡’은 단순히 “추가” 카드로 취급 될 뿐이며 “카드를 세다(counting cards)” (경기를 어디까지하고 어느 정도 남아 있는지 파악할 수 있는 전략) 할 때 번거로움을 없앤다. 게임 중에서도 내기(bidding)가 존재하지 않는 트리옴프(Triomphe)에서는 ‘스톡’에서 카드를 보여줌으로써 트럼프(trump)가 결정 된다. 다른 게임에서는 ‘옥션 비딩’(auction-bidding)과정에서 받는자와 선언자는 ‘스톡’에서 카드를 자신의 패에서 교환할 수 있다. 방법은 스톡을 자신의 패로 통합시키고 동일 카드를 버리는 것이다. 이는 스카트(Skat), 룩(Rook)과 프렌치 타로 (French tarot) 혹은 옴브레(Ombre)에서 볼 수 있다. 스톡의 원형 혹은 버려진 형태에서 1명 혹은 그 이상의 플레이어의 “점수 무더기”에서 추가로 형성 될 수 있다. 이 스톡은 선언자로부터 소유 받을 수 있거나 최초 트릭의 플레이어로부터 받을 수 있거나 상대방 혹은 파트너십한테 갈 수도 있다.
일부 게임, 특히 2인용 게임에서는 각 트릭이 끝난 이후 스톡이 달아 없어질 때까지 모든 플레이어는 새로운 카드를 드로우할 수 있다. 이 드로우하는 단계는 ‘폐지’(revoke)를 발견하기 어렵거나 불가능하기 때문에 첫 페이스의 트릭 플레이에서 플레이어들은 ‘팔로우 수트’(follow suit)를 하지 않는다. 이는 메리지 그룹(Marriage group)에서 흔히 볼 수 있다.

## 비드하기
계약 게임(Contract games)에서는 승리와 득점의 목적은 고정 돼있지 않지만 플레이어가 자신의 패를 봄으로써 승리와 득점이 결정된다. 플레이어들은 경기를 하는 동안에 자신이 갖고 있는 패를 보고 카드의 점수 및 트릭의 횟수를 따져서 비드(입찰)를 건다. 그리고 비드를 걸었던 플레이어의 요건이 충족 되면 상금을 받거나 충족 되지 않으면 벌점을 받을 수 있다.
경매 게임에서는 비드를 건 플레이어들은 계약을 형성하기 위해 상대방과 겨루고 있다. 계약이 고정 돼있는 게임에서는 플레이들의 비드는 따오거나 잃을 수밖에 없는 게임 포인트로 바뀐다. 다른 게임에서의 비드는 트릭의 횟수 혹은 카드의 점수다. 즉, 패를 보고 플레이어가 혹은 그들이 맺은 파트너십이 이길 수 있을 거라는 확신이 있을 때를 가리킨다. 흔한 비드는 슬램(slam), 미저리(misère)와 우버트(ouvert)를 통해 스톡을 사용하지 않고 혹은 일부만 사용해서 마지막 트릭을 이기는 방식도 있다. 가장 높은 비드는 곧 계약이 되고 가장 높은 비드를 한 자는 계약자(일부 게임에서는 선언자 혹은 받는자)가 됨으로써 파트너와 혹은 파트너 없이 게임을 진행할 조건이 주어진다. 그리고 나머지 플레이어들은 계약자의 상대 혹은 수비자들이 되어 계약이 맺어지는 것을 막는 것이 목적이다. 이들은 계약자를 상대로 반대 의견을 제시하여 점수의 2배를 얻을 수 있다. 계약자 또한 이에 대한 의견을 제시할 수 있으며 2배의 점수를 추가로 올릴 수 있다.
인기 경매 장르의 게임들은 이하와 같다. 컨트랙트 브리지(Contract bridge), 피노클(Pinochle), 타로 게임(Tarot game), 스카트(Skat), 블롯(Belote)과 28(Twenty-Eight). 대부분의 경매 게임에서는 엘디스트 핸드(베팅하는 행동을 첫 번째로 하는 사람)는 내기에서 이긴자와 상관없이 최초 트릭을 이끌 수 있다. 반면 컨트랙트 브리지(Contract Bridge)에서는 계약자가 최후의 트릭을 플레이할 수 있게끔 첫 이끎의 대상자는 계약자 다음 교대 상대인 플레이어가 최초로 실행한다.
정밀(precision) 혹은 정확한 예측 게임(exact-prediction games)에서는 모든 플레이가 개별적으로 승리의 조건을 정할 수 있다: 오헬(Oh Hell)에서는 트릭의 횟수를 예측, 디퍼렌즐러(Differenzler)에서는 카드의 점수. 각 플레이어의 비드는 고정 돼있으며 각 플레이어 혹은 파트너십은 그들이 비드를 건 만큼 트릭의 횟수 혹은 포인트를 정확하게 따오려는 것이 목적이다. 그리고 이에 따른 보상 혹은 벌점이 존재한다. 이런 종류의 게임은 20세기로부터 성숙하기 시작했다. 정확한 예측(exact-prediction) 장르에 속하는 게임들은 스페이드와 99(Ninety-Nine)가 있다.

## 트럼프
트럼프 카드란 덱에서 수트를 따른 카드보다 더 높은 가치의 카드 세트가 나왔을 때를 말한다. 트릭 중에서도 그 어떤 트럼프 카드가 존재할 시 승자를 고르는 방법은 가장 높은 가치의 수트를 따른 자가 아닌 가장 높은 가치의 트럼프 카드를 플레이한 자에게 주어진다.
트럼프를 사용하는 대부분의 게임에서는 4개의 수트 중에서 하나 수트는 트럼프 수트로 확인된다. 간단명료한 경우로는 스페이드에서 볼 수 있는 스페이드 수트처럼 고정된 트럼프 수트(static trump suit) 혹은 타로 패밀리(Tarot family)에서의 전념 트럼프 수트(dedicated trump suit)가 있다. 오헬(Oh Hell)과 기본 휘스트(Whist)에서의 역학 트럼프 수트(dynamic trump suit)는 카드의 선택에 따라 결정 된다. 콘트랙트 브리지(Contract bridge)와 피노클(Pinochle)과 같은 경매 장르에 속하는 게임들은 게임의 승자 혹은 비드에서 승리한 자다. 로우 보트(Rowboat)와 레이지(Rage)에서는 게임이 진행되는 동안 카드가 패로 넘어가면서 혹은 트릭과 트릭으로 넘어가면서 트럼프 수트는 변경될 수 있다. 트럼프 수트가 딜을 한 이후에만 선택 되었다면 반칙에 달하는 행위는 어려워질 수 있다.
일부 게임에서는 트럼프 수트와는 별개 혹은 추가로 특정한 고정 카드가 항상 가장 높은 트럼프 카드일 수도 있다. 스카트(Skat)의 잭, 유커(Euchre)의 잭 혹은 조커, 룩(Rook)의 룩 버드 카드. 이들은 높은 트럼프 카드의 옴브레(Ombre)게임으로부터 투우사(matadors)라고 불린다. 투우사들은 가치가 높은 점수 혹은 스포일 파이브(Spoil Five)에서 볼 수 있는 ‘합법적 폐지’라는 특별한 능력을 갖고 있다.
일부 게임에서는 1개 이상의 트럼프 수트가 존재할 수 있다. 이는 퀘이사이 트릭 게임(quasi-trick game)중에서도 스토톡(Stortok)에서 볼 수 있다. 2개의 트럼프가 존재하고 있으며 1개의 트럼프가 또 다른 트럼프를 능가하는 카드다. 트럼프가 없는 게임들도 존재한다. 하트는 트럼프 수트를 절대로 제공하지 않는다. 트럼프는 컨트랙트 브리지(contract bridge)의 일부지만 팀들은 트럼프 수트를 명시하지 않는 비드를 걸 수 있다. 그리고 걸었던 비드가 승리의 비드였다면 트럼프 수트는 그 차례동안 없다.

## 선전 (宣傳)
피켓, 타로치니와 블롯에서는 얻을 수 있는 트릭이 시작되기 전에 플레이들은 보너스 점수로 여겨질 수 있는 특정 카드 또는 멜드(meld) 조합들을 보여줄 수 있다. 이 단계는 플레이어들에게 순수 기회로 보일 수 있지만 상대방에게 밝혀준 카드를 보고 전략을 짜게 해줄 수 있는 위험도 있다.

## 팔로우 수트
팔로우 수트(follow suit)란 방금 낸 카드와 같은 짝을 이룬 카드를 내야하는 경우다. 많은 게임에서 팔로우 수트(follow suit)는 이끄는 수트(leading suit)와 동일한 수트의 카드를 의무적으로 플레이해야 하는 경우가 있다. 또한 이끄는 수트(leading suit)를 패에 갖고 있는 플레이어가 있다면 그 플레이어는 무조건 팔로우 수트(follow suit)를 해야 한다. 게임 중에서도 엄격히 팔로우 수트(follow suit)를 해야 하는 게임들도 존재한다.
트럼프 수트를 사용하고 있는 현대 게임들에서는 트럼프 수트와 플레인 수트(plain suit)를 구분하지 않는다. 즉, 팔로우 수트(follow suit)의 법에 적용되지 않는다. 만일 트릭이 플레인 수트(plain suit)카드로 시작이 되고 다음 플레이어가 팔로우 수트(follow suit)를 할 수 없다면 그 플레이어는 슬러프(sluff) (다른 플레인 수트를 뽑기 위해서 카드를 버리는 행위)를 하거나 러프(ruff) (트럼프 카드를 이용해서 트럼프를 속이는 행위)를 한다. 트릭을 하는 차후의 플레이어는 반드시 기본 수트(original suit)를 따라야하며 만일 수트를 이끈 카드를 패에 들고 있지 않는다면 카드를 버리거나 트럼프를 사용할 수 있다. “이기기 위해 플레이한다(play to beat)”와 “무조건 트럼프(must-trump)”; 만일 플레이어가 팔로우 수트(follow suit)를 할 수는 없지만 트럼프를 낼 수 있다면 무조건 트럼프를 내야한다. 그리고 트릭에 이미 올려져 있는 트럼프 카드를 이길 수 있는 카드가 있다면 무조건 이기는 카드를 내야한다. 흔히 피노클(Pinochle)과 타로(Tarot)에서 이 규칙을 볼 수 있다.
프렌치 타로(French Tarot)와 다양한 룩(Rook)에서는 오프 수트(off-suit) 혹은 논 트럼프카드(non-trump card)카드밖에 소유하고 있지 않을 때만 특별 카드(프렌치 타로에서는 ‘Excuse’)를 경기 아무 때나 사용할 수 있다. 만일 특별 카드를 사용하고 싶지 않으면 트럼프를 이용해서 트릭을 이길 수도 있고 다른 수트를 버리는 카드로 사용할 수 있다.
만일 팔로우 수트(follow suit) 혹은 트럼프를 사용할 수 없다면 아무 카드나 사용할 수 있다. 즉, 각 트릭에서는 무조건 한 명당 카드를 내야한다. 주로 낮은 가치의 카드 혹은 쇼트 수트(short suit)가 희생되는 경우가 있다. 전자를 내는 경우에는 높은 가치의 카드를 보호하기 위해서이며 후자는 추후에 나올 법한 트릭에 트럼프를 걸 수 있게끔 도와주는 역할이다.
대부분의 트릭 테이킹 게임에서는 이끄는 수트(leading suit)는 아무런 가치가 없을 수 있다. 하지만 오헬(Oh Hell)처럼 최대한 트릭을 안받는 것이 승리의 목적인 게임에서는 이끄는 수트(leading suit)가 매우 유용할 수 있다.

휘스트(Whist)의 예시
- 트럼프: 다이아몬드 (♦)

- 북(北): A♠ K♠ 4♥ 9♦

- 동(東): Q♣ 10♣ 7♠ 5♦

- 남(南): A♣ 3♥ 2♦ J♦

- 서(西): 5♠ 5♣ 6♥ 2♠

북(北)이 K♠의 딜을 이끈다. 이후 다른 플레이어들은 무조건 팔로우 수트(follow suit)를 해야 한다. 스페이드 카드를 낸다. 동(東)은 스페이드 카드를 갖고 있으므로 7♠를 내서 팔로우 수트(follow suit)를 무조건 해야 한다. 하지만 북(北)은 스페이드 카드를 소유하고 있지 않으므로 자신이 원하는 카드 아무거나 낼 수 있다. 만일 트릭에서 이기고 싶다면 북(北)의 K♠를 기각(override)해서 다이아몬드 카드 J♦(다이아몬드는 트럼프 카드)를 내면 된다. 하지만 트릭에서 이기고 싶지 않다면 3♥를 내서 슬러프(sluff)를 할 수 있다. 만일 남(南)이 북(北)의 카드를 기각해서 J♦를 냈다고 가정한다면 서(西)는 스페이드 카드 2♠를 갖고 있기 때문에 팔로우 수트(follow suit)를 해야 한다. 남(南)이 소유하고 있는 트럼프카드는 팔로우 수트(follow suit)를 피할 수 있는 기회를 주기 때문에 남(南)이 트릭에서 승리한다.
만일 팔로우 수트(follow suit)를 할 수 있지만 안하는 플레이어는 혹은 추가 규칙을 갖고 있는 게임에서는 이걸 폐지(revoke) 또는 어기다(renege)라고 불린다. 폐지(revoke)는 일반적으로 발견 될 수는 없지만 플레이어가 트릭을 하기 위해서 오프 수트(off-suit)를 사용할 시 발견할 수 있다. 때로 플레이어들은 폐지(revoke)를 해가지고 카드를 받을 수 있는 차례를 넘길 수도 있는 엄격한 벌을 받을 수 있다. 그리고 폐지(revoke)하는 행위를 방지 혹은 폐지(revoke)하는 사람들을 쉽게 발견할 수 있게 트릭 테이킹 게임의 카드 덱을 파는 업체는 프렌치 수트(French suit) 무늬의 색깔에 대조를 추가한다. ("폐지 없는 덱" "no-revoke deck")
트릭을 이겨가지고 벌점을 받지 않은 트릭 게임 내에서 플레이어들은 슬로우(slough) 혹은 카드를 뒷면 표시 할 수 있다. 이 방법은 트릭에서 이길 수는 없지만 슬로우(slough)를 한 자에게는 자신이 상대방한테 무슨 카드를 냈는지를 보여주지 않았기 때문에 유리한 장점을 가지고 있다. 하지만 대부분의 게임에서 슬로우(slough)는 반칙에 해당하는 행위로 간주되기 때문에 사용할 수 없는 기술이다. 특정 지역에서의 슬로우(slough) 기술은 자신이 갖고 있으면 불리해지는 카드이기에 오프 수트(off-suit)를 버리는 행위를 말한다. 이러한 종류의 슬로우(slough)는 회피 게임과 계약 게임 즉, 오버트릭(overtrick) (이기는 데 필요 이상의 점수)을 하면 벌칙을 받는 게임에서는 중요하다. 오헬(Oh Hell)에서는 플레이어가 팔로우 수트(follow suit)를 하지 못하면 카드를 버려서 추후에 팔로우 수트(follow suit)에서 이길 수 있는 기회를 준다. 이 행위 또한 하트에서도 종종 볼 수 있다. 하트에서는 스페이드와 하트가 높은 가치를 갖고 있기 때문에 트릭에서 이기면 벌칙을 받으므로 슬로우(slough)가 유리하다.
피노클(Pinochle)에서는 여러 덱을 셔플하며 동일한 승리 카드들이 트릭에 존재할 수 있기 때문에 그 묶음(tie)을 풀기 위해 다른 규칙을 적용한다.
규칙
- 첫 묶음의 카드를 플레이한 자가 승.
- 마지막 묶음의 카드를 플레이한 자가 승.
- 묶음의 카드가 서로 취소되고 트릭은 다음으로 높은 값의 카드를 낸 자가 승.
- 묶음의 카드가 서로 취소되지만 트릭은 무시된다.

## 스코어링
모든 트릭이 종료되는 시점에서 승자와 플레이어들의 점수가 결정 된다. 플레인 트릭 게임에서는 단순하게 각 플레이어 및 파트너십이 트릭을 한 횟수에 따라 결정되며 포인트 트릭 게임에서는 다양한 점수 때의 카드들이 존재한다. 이후 트릭에서 나온 점수 무더기에서 카드의 점수를 합하면 된다. 카드의 점수와 점수를 세는 방식은 게임마다 차이가 있다.
룩(Rook)
- 5라는 숫자를 갖고 있는 카드는 5점.
- 10과 14 (혹은 에이스 카드)는 10점.
- 룩 버드(Rook Bird) (혹은 조커)는 20점.
- 나머지 카드는 점수가 존재하지 않는다.

피노클(Pinochle)
- 얼굴 형태를 띈 카드와 에이스카드로부터 점수가 결정 된다.
- 숫자형 카드(Pip card)는 점수가 존재하지 않는다.

프렌치 타로(French Tarot)
- 모든 카드에는 가치가 존재한다. (반 점수까지)
- 주로 높은 가치와 낮은 가치의 카드 짝을 이룸.
- 가치의 카드 또한 모든 점수의 짝에서 이루어진다.

가장 기본적인 방법(positive) 또는 경주 게임(race) 으로는 플레이어가 가능한 한 많은 트릭 또는 카드의 점수를 얻는 방법이다. 플레이어가 게임에 이기기 위해서는 일반적으로 최소한의 트릭 또는 카드의 점수를 얻어야하며 이 최소한의 문턱 값을 “계약(contract)”이라고 한다. 플레이어가 일정 숫자의 트릭 또는 카드 점수의 그 이상을 얻으면 더 높은 점수의 보상을 얻을 수 있다. 혹은 정반대로 정확한 예측 게임에서는(exact-prediction games) 벌점을 받을 수 있다.
반면, 반대 방법(negative) 또는 회피게임(evasion)으로는 트릭 또는 카드의 점수를 회피하는 목적의 게임 또한 존재한다.
- 하트에서는 트릭 내에서 얻은 카드의 점수는 자신의 스코어에 부정적으로 미친다.
- 미저리 게임(misère games)에서는 단 한 번의 트릭을 얻지 않은 자가 게임에서 이기는 특별한 게임이다.

가끔 가장 마지막 트릭에서 중대한 가치가 존재할 수 있다. 피노클같은 메리지(Marriage)게임에서 볼 수 있듯이 마지막 트릭의 승자한테는 10점이라는 추가 점수를 얻을 수 있다. 반면, Cắt Tê같은 파이널 트릭 게임(final-trick games)에서는 마지막 트릭의 승자만이 게임에서 이길 수 있다. 또한 기본과 반대 게임을 혼합한 게임에서도 볼 수 있다.
- 정해진 횟수의 트릭을 얻는 것이 목적. 점수를 정석대로 얻는 방법의 게임과는 상관없이, 많은 카드 게임에서는 모든 트릭 또는 점수를 얻을 수 있는 최대치의 플레이어와 파트너십에게 보너스가 주어진다. 반대로 모든 트릭 혹은 점수를 잃어버릴 수 있다.

게임이 종료되는 시점은 모든 플레이어가 동등하게 한 차례 딜러가 되었을 때다. 교대하는 횟수는 게임마다 다르다. 몇 가지 게임에서는 스코어가 누적되는 경우가 있다.
- 플레이어 또는 한 쪽이 한 패의 승자가 되었을 때 한 게임 포인트의 보상이 주어질 수 있다. 두 패의 승자가 되었을 시에는 슬램(slam)을 얻을 수 있다. 가장 많은 게임 포인트, 일정 수는 카드 또는 카드 점수를 가장 먼저 얻은 사람이 승자로 여겨진다.